# 细梗漾濞荚蒾
细梗漾濞荚蒾（学名：Viburnum chingii var. tenuipes）为忍冬科荚蒾属下的一个变种。